# Агирресаробе, Хавьер
Хавье́р Агирресаро́бе (исп. Javier Aguirresarobe; род. 10 октября 1948, Эйбар) — испанский кинооператор.

## Биография
Родился 10 октября 1948 года в городе Эйбар, Испания. Занимался журналистикой. Окончил Государственный институт кинематографии. Дебютировал в 1973 году, снимал документальные и игровые ленты. Работал с известными испанскими режиссёрами, в последние годы сотрудничает с кинорежиссёрами США.

## Избранная фильмография
- 1984 — Смерть Микеля / La Muerte de Mikel (реж. Иманол Урибе)
- 1991 — Повелитель теней / Beltenebros (реж. Пилар Миро, Серебряный медведь Берлинского МКФ за выдающиеся художественные достижения, премия «Гойя» за операторское искусство)
- 1992 — Солнце в листве айвового дерева / El sol del membrillo (реж. Виктор Эрисе)
- 1993 — Стреляй! / ¡Dispara! (реж. Карлос Саура)
- 1993 — Умершая мать / La madre muerta (реж. Хуанма Бахо Ульоа, номинация на премию «Гойя» за операторское искусство)
- 1994 — Считанные дни / Días contados (реж. Иманол Урибе)
- 1996 — Земля / Tierra (реж. Хулио Медем)
- 1996 — Собака на сене / El perro del hortelano (реж. Пилар Миро, премия «Гойя» за операторское искусство)
- 1996 — Твое имя отравляет мои сны / Tu nombre envenena mis sueños (реж. Пилар Миро)
- 1998 — Девушка твоей мечты / La niña de tus ojos (реж. Фернандо Труэба, номинация на премию «Гойя», премия за операторское искусство на МКФ в Картахене)
- 2000 — Шедевр / Obra maestra (реж. Давид Труэба)
- 2001 — Другие / The Others (реж. Алехандро Аменабар, премия «Гойя», премия Ассоциации испанских киножурналистов)
- 2002 — Поговори с ней / Hable con ella (реж. Педро Альмодовар, номинация на Европейскую кинопремию, премия Ассоциации испанских киножурналистов)
- 2003 — Солдаты Саламин / Soldados de Salamina (реж. Давид Труэба, премия «Гойя», премия Ассоциации испанских киножурналистов)
- 2004 — Море внутри / Mar adentro (реж. Алехандро Аменабар, премия «Гойя», премия Ассоциации испанских киножурналистов)
- 2004 — Мост короля Людовика Святого / The Bridge of San Luis Rey (реж. Мэри Макгакиан)
- 2005 — Обаба / Obaba (реж. Мончо Армендарис, номинация на премию «Гойя» за операторское искусство, премия Ассоциации испанских киножурналистов)
- 2006 — Призраки Гойи / Goya’s Ghosts (реж. Милош Форман)
- 2008 — Вики Кристина Барселона / Vicky Cristina Barcelona (реж. Вуди Аллен)
- 2008 — Возроди во мне жизнь / Arráncame la vida (реж. Роберто Шнайдер)
- 2009 — Дорога / The Road (реж. Джон Хиллкоут, номинация на премию BAFTA за операторскую работу)
- 2009 — Сумерки. Сага. Новолуние / The Twilight Saga: New Moon (реж. Крис Вайц)
- 2010 — Сумерки. Сага. Затмение / The Twilight Saga: Eclipse (реж. Дэвид Слэйд)
- 2011 — Лучшая жизнь / A Better Life (реж. Крис Вайц)
- 2012 — Тепло наших тел / Warm Bodies (реж. Джонатан Ливайн)
- 2013 — Жасмин / Blue Jasmine (реж. Вуди Аллен)
- 2015 — Полтергейст / Poltergeist (реж. Гил Кенан)
- 2015 — Ужастики / Goosebumps (реж. Роб Леттерман)
- 2016 — И грянул шторм / The Finest Hours (реж. Крэйг Гиллеспи)
- 2016 — Обещание / The Promise (реж. Терри Джордж)
- 2017 — Тор: Рагнарёк / Thor: Ragnarok (реж. Тайка Вайтити)
- 2019 — Дора и затерянный город / Dora and the Lost City of Gold (реж. Джеймс Бобин)

## Признание
Шестикратный лауреат премии «Гойя» и многих других наград.